# Badminton ai Giochi della XXXIII Olimpiade
I tornei di badminton ai Giochi della XXXIII Olimpiade si sono svolti tra il 27 luglio e il 5 agosto 2024 all'Arena Porte de la Chapelle. Un totale di 172 atleti si sono sfidati in cinque eventi: singolo e doppio maschile, singolo e doppio femminile, doppio misto.

## Qualificazioni
Per Parigi 2024 sono stati resi disponibili 172 posti contingentati per il badminton, equamente suddivisi tra uomini e donne; ai comitati olimpici nazionali è stata consentita la possibilità di iscrivere un massimo di otto giocatori di badminton in cinque eventi da medaglia (singolo maschile e femminile; doppio maschile, femminile e misto). La Francia, nazione ospitante, ha riservato un posto ciascuno nel singolare maschile e femminile, che sarà ufficialmente assegnato al rispettivo giocatore di badminton con il punteggio più alto, mentre quattro posti (due per genere) sono stati riservati ai comitati olimpici nazionali idonei interessati a far competere i giocatori di badminton alle Olimpiadi, secondo il principio di universalità.
I restanti giocatori di badminton hanno dovuto sottoporsi a un processo di qualificazione diretta per assicurarsi un posto nelle rispettive categorie per i Giochi attraverso la classifica "Race to Paris" preparata dalla Badminton World Federation. Il periodo di qualificazione è iniziato il 1º maggio 2023 e si è concluso il 28 aprile 2024, con l'elenco finale di idoneità pubblicato due giorni dopo la scadenza.

## Calendario
| Badminton alla XXXIII Olimpiade | Badminton alla XXXIII Olimpiade | Badminton alla XXXIII Olimpiade | Badminton alla XXXIII Olimpiade | Badminton alla XXXIII Olimpiade | Badminton alla XXXIII Olimpiade | Badminton alla XXXIII Olimpiade | Badminton alla XXXIII Olimpiade | Badminton alla XXXIII Olimpiade | Badminton alla XXXIII Olimpiade | Badminton alla XXXIII Olimpiade | Badminton alla XXXIII Olimpiade |
|                                 | 27 lug                          | 28 lug                          | 29 lug                          | 30 lug                          | 31 lug                          | 1 ago                           | 2 ago                           | 3 ago                           | 4 ago                           | 5 ago                           | Totale                          |
| ------------------------------- | ------------------------------- | ------------------------------- | ------------------------------- | ------------------------------- | ------------------------------- | ------------------------------- | ------------------------------- | ------------------------------- | ------------------------------- | ------------------------------- | ------------------------------- |
| Uomini                          |                                 |                                 |                                 |                                 |                                 |                                 |                                 |                                 | Doppio                          | Singolo                         | 2                               |
| Donne                           |                                 |                                 |                                 |                                 |                                 |                                 |                                 | Doppio                          |                                 | Singolo                         | 2                               |
| Misto                           |                                 |                                 |                                 |                                 |                                 |                                 | Doppio                          |                                 |                                 |                                 | 1                               |
| Totale                          |                                 |                                 |                                 |                                 |                                 |                                 | 1                               | 1                               | 1                               | 2                               | 5                               |

|  | Qualificazioni |  | Finali |

## Podi

### Uomini
| Evento                      | Oro                                 | Argento                       | Bronzo                           |
| Singolo maschile (dettagli) | Viktor Axelsen                      | Kunlavut Vitidsarn            | Lee Zii Jia                      |
| Doppio maschile (dettagli)  | Taipei cinese Lee Yang Wang Chi-lin | Cina Liang Weikeng Wang Chang | Malaysia Aaron Chia Soh Wooi Yik |

### Donne
| Evento                       | Oro                          | Argento                    | Bronzo                                |
| Singolo femminile (dettagli) | An Se-young                  | He Bing Jiao               | Gregoria Mariska Tunjung              |
| Doppio femminile (dettagli)  | Cina Chen Qingchen Jia Yifan | Cina Liu Shengshu Tan Ning | Giappone Nami Matsuyama Chiharu Shida |

### Misto
| Evento                  | Oro                            | Argento                               | Bronzo                                 |
| Doppio misto (dettagli) | Cina Zheng Siwei Huang Yaqiong | Corea del Sud Kim Won-ho Jeong Na-eun | Giappone Yuta Watanabe Arisa Higashino |

## Medagliere
| Pos.   | Paese         | Oro | Argento | Bronzo | Totale |
| ------ | ------------- | --- | ------- | ------ | ------ |
| 1      | Cina          | 2   | 3       | 0      | 5      |
| 2      | Corea del Sud | 1   | 1       | 0      | 2      |
| 3      | Taipei cinese | 1   | 0       | 0      | 1      |
| 3      | Danimarca     | 1   | 0       | 0      | 1      |
| 5      | Thailandia    | 0   | 1       | 0      | 1      |
| 6      | Giappone      | 0   | 0       | 2      | 2      |
| 6      | Malaysia      | 0   | 0       | 2      | 2      |
| 8      | Indonesia     | 0   | 0       | 1      | 1      |
| Totale | Totale        | 5   | 5       | 5      | 15     |